# Biographie de Ludwig Wittgenstein
Pour les articles homonymes, voir Wittgenstein (homonymie).
 (avril 2024).
La vie de Ludwig Wittgenstein (1889-1951) (prononcé en français : [ˈvɪtgənʃtaɪn], en allemand : [ˈluːtvɪç ˈvɪtɡn̩ʃtaɪn]) a fait l'objet d'ouvrages biographiques notamment rédigés par William Warren Bartley III, Brian McGuinness et Ray Monk ainsi que d’études particulièrement nombreuses et détaillées. On doit en effet à ce philosophe austro-britannique des travaux d'importance capitale dans les domaines de la logique, de la philosophie des mathématiques, de la philosophie de l'esprit et de la philosophie du langage. Il est ainsi considéré par certains comme « le plus grand philosophe du XXe siècle ».
Professeur à l'université de Cambridge de 1929 à 1947, il n'a publié de son vivant qu'un seul livre exposant sa philosophie, d'abord en allemand sous le titre Logisch-Philosophische Abhandlung (Traité de logique philosophique, ouvrage de 75 pages paru en 1921), puis en traduction anglaise, en 1922 sous le titre latin de Tractatus Logico-Philosophicus. Ses seules autres publications sont un article, Some Remarks on Logical Form (1929), une critique de livre et un dictionnaire pour enfants,. Tous ses autres écrits, d'un volume considérable, ont été publiés à titre posthume. Le premier et le plus connu de ces ouvrages est un livre paru en 1953 intitulé Investigations philosophiques. Une enquête menée auprès d'enseignants d'universités et de collèges américains a classé les Investigations comme le livre le plus important de la philosophie du XXe siècle, se distinguant comme « le seul chef-d'œuvre de la philosophie du XXe siècle, attirant diverses spécialisations et orientations philosophiques ».
Sa philosophie est souvent divisée en une période précoce, illustrée par le Tractatus, et une période tardive, articulée principalement autour des Investigations philosophiques. Le Premier "Wittgenstein" est préoccupé par la relation logique entre les propositions et le monde ; il pense qu'en rendant compte de cette relation, il pourrait résoudre tous les problèmes philosophiques. Le « Wittgenstein tardif », cependant, rejette de nombreuses hypothèses du Tractatus, soutenant que la signification des mots est mieux comprise dans le contexte d'un jeu de langage donné.
Né dans l'une des familles les plus riches d'Europe, Ludwig Wittgenstein hérite de son père, en 1913, une fortune considérable. Avant la première Guerre mondiale, il « fit un legs financier très généreux à un groupe de poètes et d'artistes choisis par Ludwig von Ficker, l'éditeur du journal Der Brenner (de), parmi les artistes dans le besoin. Parmi ceux-ci figuraient Georg Trakl ainsi que Rainer Maria Rilke et l'architecte Adolf Loos ». Plus tard, traversant une période de grave dépression après la première Guerre mondiale, il cède le reste de sa fortune à ses frères et sœurs. Trois de ses quatre frères aînés se suicident. Wittgenstein a interrompu sa carrière universitaire à plusieurs reprises : d'abord pour servir comme officier sur le front pendant la Première Guerre mondiale, où il a été décoré à plusieurs reprises pour son courage ; puis comme instituteur dans des écoles de villages autrichiens reculés, où il a usé de châtiments corporels parfois violents sur plusieurs filles et un garçon (l'incident de Haidbauer) notamment pendant les cours de mathématiques ; enfin pendant la Seconde Guerre mondiale où il est successivement portier d'hôpital à Londres (déconseillant aux patients de prendre les médicaments prescrits) et technicien de laboratoire à la Royal Victoria Infirmary de Newcastle upon Tyne. Il a par la suite exprimé des remords pour ces incidents et a passé le reste de sa vie à donner des conférences et à tenter de préparer un second manuscrit pour la publication : le texte qui ne sera publié qu’après sa mort, sous la forme des très influentes Investigations philosophiques.

Selon les mots d'un ami et exécuteur littéraire, Georg Henrik von Wright, il croyait que - 
Ses idées étaient généralement mal comprises et déformées même par ceux qui se déclaraient ses disciples. Il doutait qu'il soit mieux compris à l'avenir. Il a dit un jour qu'il avait l'impression d'écrire pour des gens qui penseraient d'une manière différente, respireraient un air différent de celui des hommes actuels.

## Contexte familial et enfance de Wittgenstein

### Les Wittgenstein

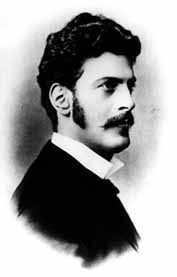
Karl Wittgenstein, l'un des hommes les plus riches d'Europe au début du XX.

#### Branche paternelle
Selon une généalogie établie à Jérusalem après la seconde Guerre mondiale, l'arrière-arrière-grand-père paternel de Wittgenstein, Moses Meier était un agent foncier juif ayant vécu avec sa femme, Brendel Simon, à Bad Laasphe dans l'arrondissement de Siegen-Wittgenstein, en Westphalie où se trouve également le château de Wittgenstein. En juillet 1808, Napoléon publie un décret fixant les règles selon lesquelles les Juifs portant des noms uniquement issus de la culture hébraïque (Ancien Testament) doivent désormais modifier leur nom de famille, si bien que le fils de Meier ajoute à son propre nom le nom de famille de ses employeurs, les Sayn-Wittgenstein (nom d'un ancien comté du Saint-Empire romain germanique), et devient Moses Meier Wittgenstein,,. Son fils, Hermann Christian Wittgenstein — qui a choisi comme deuxième prénom « Christian » pour se distancier de ses origines juives — épouse Fanny Figdor, également juive, convertie au protestantisme juste avant leur mariage. Venus de Saxe (Allemagne) où ils ont fondé une entreprise prospère de commerce de laine à Leipzig, ils se sont installé en Autriche-Hongrie. Ils ont eu 11 enfants, dont le père de Wittgenstein. La grand-mère de Ludwig, Fanny, est une cousine germaine du violoniste Joseph Joachim.
Karl Wittgenstein (1847-1913), le père de Ludwig, élevé dans la religion luthérienne, a fait fortune dans l'industrie sidérurgique : il a été l'un des principaux « maîtres de forges » de l'Empire austro-hongrois,,. Grâce à Karl, les Wittgenstein sont devenus la deuxième famille la plus riche de l'Empire austro-hongrois, derrière la famille Rothschild. Grâce à la décision de Karl, en 1898, d'investir massivement aux Pays-Bas et en Suisse ainsi qu'à l'étranger, notamment aux États-Unis, la famille est, dans une certaine mesure, protégée de l'hyperinflation qui frappe l'Autriche en 1922. Cependant, leur capital est atteint en raison de l'hyperinflation qui suit 1918 et de la Grande Dépression.

#### Branche maternelle

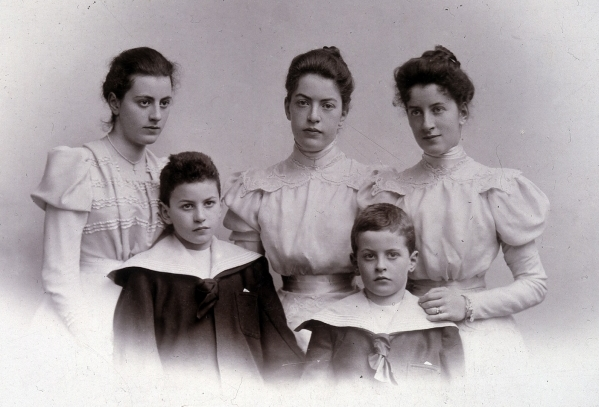
Ludwig Wittgenstein (en bas à droite), son frère Paul et ses sœurs.

Sa mère, Léopoldine Maria Josefa Kalmus, était de confession catholique,. Son père était un juif tchèque et sa mère une autrichienne-slovène et catholique – elle a été la seule aïeule de Lugwig Wittgenstein qui n'était pas juive,. Elle a été la tante du prix Nobel Friedrich Hayek.
Karl et Léopoldine ont eu neuf enfants — quatre filles : Margarethe (dite Gretl), Hermine, Hélène et une quatrième fille Dora mort-née ; cinq garçons : Johannes (Hans), Kurt, Rudolf (Rudi), Paul et Ludwig, le benjamin.

### Enfance de Ludwig

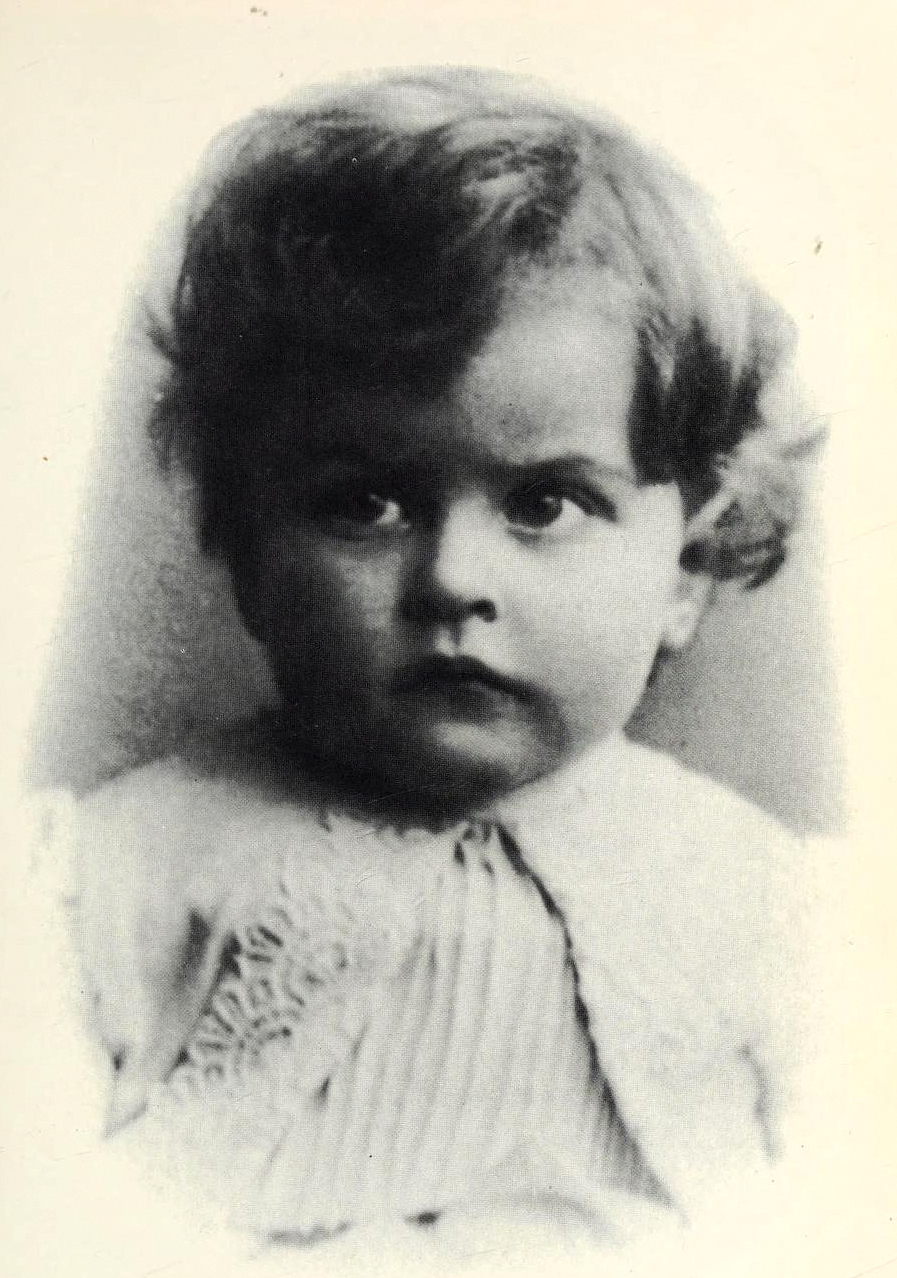
Ludwig Wittgenstein, vers 1890.

Ludwig Josef Johann Wittgenstein est né à Vienne le 26 avril 1889. Ludwig a été baptisé dans l'Église catholique ; devenu adulte, il souhaitera pour lui-même un enterrement catholique, bien qu'il soit plutôt agnostique et non pratiquant dans la seconde période de sa vie, après 1929.
La fratrie a grandi dans un milieu d'un haut niveau intellectuel, créatif et cultivé. Le chef d'orchestre Bruno Walter a décrit la vie chez les Wittgenstein comme baignant dans une « atmosphère omniprésente d'humanité et de culture ».

Le père, protecteur des arts, recevait nombre d'artistes remarquables, en particulier des musiciens, tels que Johannes Brahms ou Gustav Mahler. Paul Wittgenstein, l'un des frères de Ludwig, a mèné une carrière de pianiste virtuose, notamment après la perte de son bras droit pendant la Première Guerre mondiale. Cela a été pour Paul Wittgenstein et à sa demande que Maurice Ravel compose le Concerto pour la main gauche. Sergueï Prokofiev, Paul Hindemith, Benjamin Britten et Richard Strauss, qu'il avait également sollicités, composent également pour lui.

« … Un jour, quelqu'un lui dit qu'il trouvait l'innocence enfantine de G.E. Moore tout à son honneur ; Wittgenstein protesta. « Je ne comprends pas ce que cela veut dire, dit-il, car il ne s’agit pas de l'innocence d’un enfant. L'innocence dont vous parlez n'est pas celle pour laquelle un homme lutte, mais celle qui naît de l'absence naturelle de tentation. »

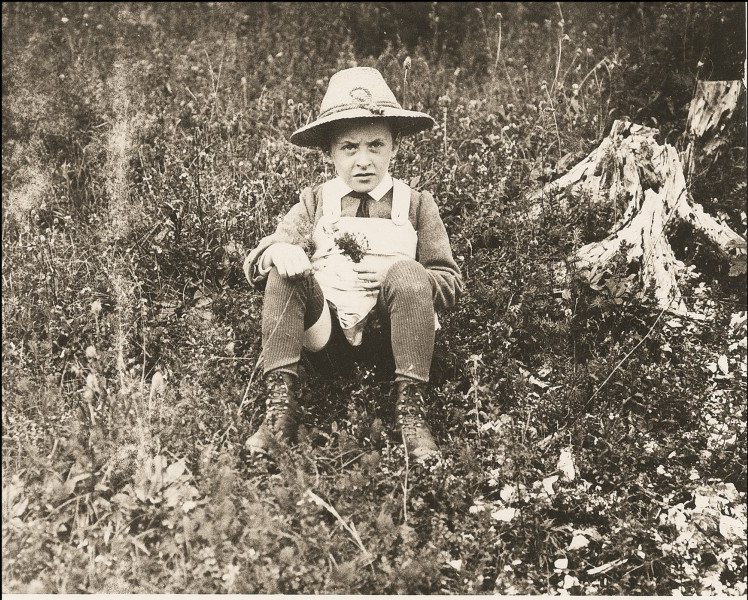
Ludwig enfant, assis dans un champ.

Le futur philosophe lui-même, certainement doué, mais sans talent exceptionnel d'interprète, avait une mémoire musicale étonnante: il a l'oreille absolue. Il a porté toute sa vie à la musique une dévotion quasi mystique, notamment à celle de Franz Schubert. C'est l'un des éléments essentiels qui permettent le mieux de saisir sa personnalité et sa pensée ; il aime à se référer à des exemples musicaux, tant dans sa conversation que dans ses écrits. Mais c’est seulement à l’âge de trente ans, lors de sa formation pour devenir enseignant, qu’il a appris à jouer d’un instrument : la clarinette,. Un fragment de musique (trois mesures), composé par Wittgenstein, a été découvert dans un de ses carnets de 1931. Par ailleurs, le dessin, la peinture, la sculpture l’intéressaient.

### Entouré du suicide

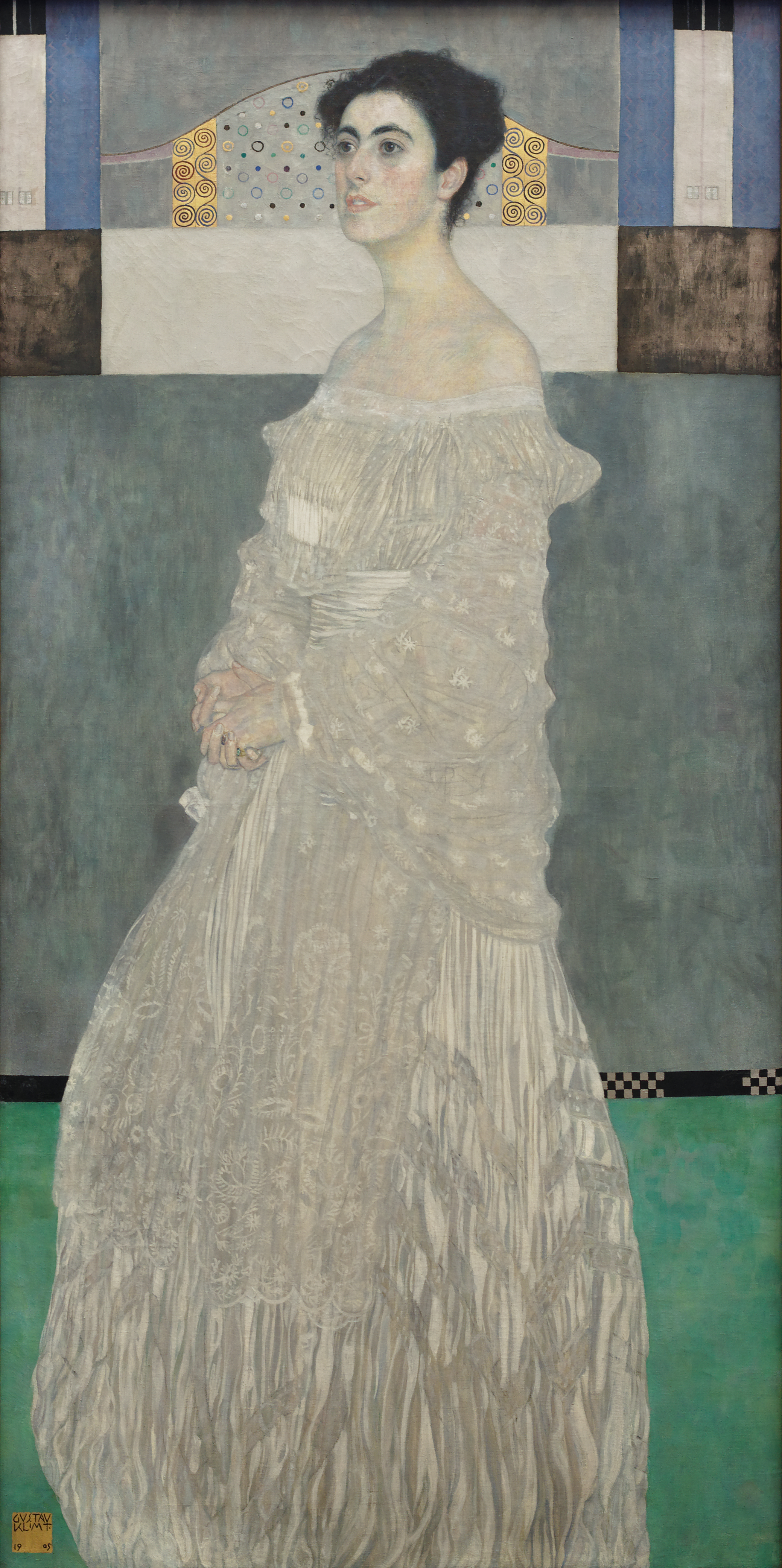
Portrait de Margarethe Stonborough, née Wittgenstein, par Gustav Klimt (1905), Neue Pinakothek de Munich.

Dans la famille Wittgenstein, la sévérité du regard sur les autres, l’exigence intellectuelle, de sincérité et d’éthique constante ont eu pour pendant un regard sans pitié ni concession sur soi, une horreur profonde de l’approximation et de la médiocrité. Personnalité emplie de doutes, Wittgenstein s'est questionné très tôt dans son enfance sur le concept de vérité,. Le psychiatre Michael Fitzgerald soutient que Karl était perfectionniste et sévère, et que son manque d'empathie ne pouvait être contrebalancé par la mère de Wittgenstein qui était anxieuse et peu sûre d'elle,.
La dépression et le suicide entourent fidèlement Ludwig ; trois de ses frères se sont suicidés. Seul, Paul, de deux ans l’aîné de Ludwig, est mort de mort naturelle, en mars 1961, dans le village de Manhasset, près de New York. Le frère aîné, Hans — remarqué par ses dons en musique — est mort dans des circonstances mystérieuses en mai 1902, alors qu'il s'enfuyait en Amérique en disparaissant d'un bateau dans la baie de Chesapeake, s'étant vraisemblablement suicidé,.
Deux ans plus tard, alors âgé de 22 ans et étudiant la chimie à l'Académie des sciences de Berlin, Rudi s'est suicidé dans un bar de Berlin. Il a laissé plusieurs lettres de suicide, dont une adressée à ses parents, dans laquelle il explique qu'il est en deuil après la mort d'un ami. Il avait alors demandé conseil au Comité scientifique humanitaire, une organisation qui faisait campagne contre le paragraphe 175 du Code pénal allemand, qui prohibait les relations homosexuelles. Son père a alors interdit à la famille de mentionner à nouveau son nom,,,.
Son autre frère Kurt, officier et chef d'entreprise, s'est suicidé le 27 octobre 1918 juste avant la fin de la Première Guerre mondiale, lorsque les troupes autrichiennes qu'il commandait ont refusé d'obéir à ses ordres et ont déserté,.

## Éducation et adolescence

### 1903-1906: laRealschulede Linz

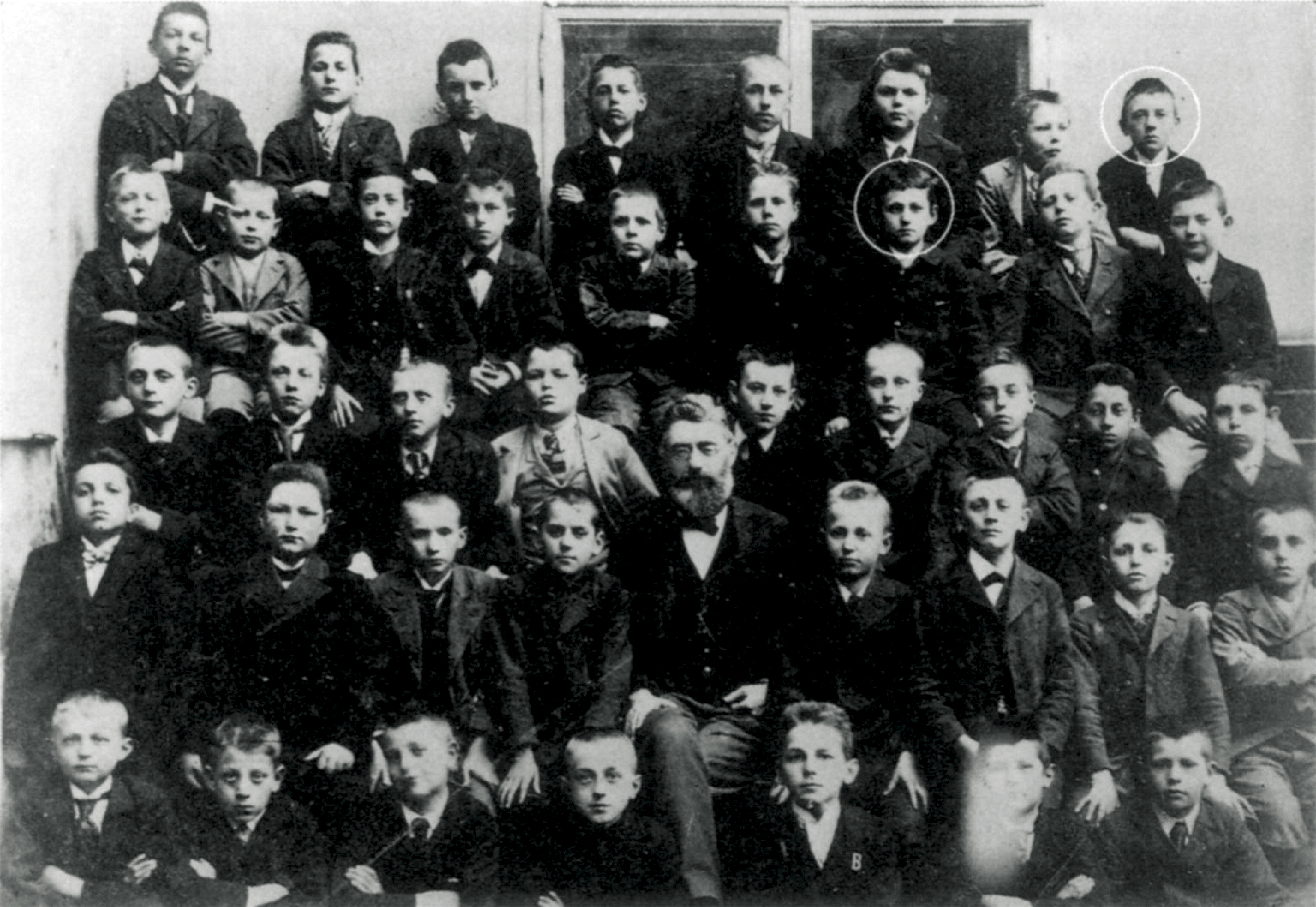
Photographie de classe à la Realschule en 1901,, Adolf Hitler au dernier rang à droite. À l'avant-dernier rang, en troisième position à partir de la droite, un élève que Kimberley Cornish identifie anachroniquement comme étant Ludwig Wittgenstein.

Jusqu'en 1903, Ludwig a reçu une instruction élémentaire à domicile. Après la mort de Hans et Rudi, Karl a permis à Paul et Ludwig d'être envoyés à l'école. Il a étudié trois ans à la Realschule de Linz, une école orientée vers les disciplines techniques. L'historienne Brigitte Hamann écrit qu'il se distinguait des autres garçons : il avait une diction inhabituellement pure de haut allemand avec un bégaiement, s'habillait avec élégance, était sensible, peu sociable et mal traité par ses camarades.
De nombreux commentateurs ont remarqué la coïncidence de la scolarisation simultanée, quoique dans deux classes différentes, de Wittgenstein et d'Adolf Hitler à la Realschule. Une photographie de groupe durant l'année scolaire 1904-1905 a fait soulever l'hypothèse selon laquelle les deux élèves figureraient en même temps sur le cliché. Cependant, Hitler ayant été renvoyé pour indiscipline, il n'a pas pu terminer son année.

### La découverte d'Otto Weininger

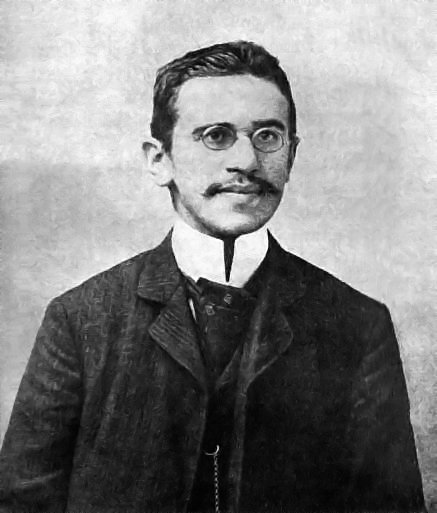
Portrait du philosophe autrichien Otto Weininger (1880–1903)

Cela a été dans son adolescence que Ludwig Wittgenstein lit Geschlecht und Charakter (Sexe et Caractère) publié en 1903 par le philosophe autrichien Otto Weininger. Ce dernier soutient que les concepts de « mâle » et de « femelle » n'existeraient qu'en tant que formes platoniciennes et que dans ce cadre, les Juifs incarneraient la féminité platonicienne. Alors que les hommes seraient fondamentalement rationnels, l'idiosyncrasie féminine, toujours selon Weininger serait émotionnelle et pulsionnelle. Or, l'amour et le désir sexuel sont en contradiction et l'amour hétérosexuel est donc voué à la misère ou à l'immoralité. La seule vie qui vaille la peine d'être vécue est la vie spirituelle ; le choix est le génie ou la mort. Weininger s'est suicidé par balle en 1903, peu de temps après la publication de son livre et Wittgenstein, âgé de 14 ans, a assisté à ses funérailles.

Plusieurs années plus tard, devenu professeur à l'Université de Cambridge, Wittgenstein distribuera des exemplaires du livre de Weininger à ses collègues universitaires, perplexes. Ludwig estime les arguments de Weininger faux, mais pour des raisons intéressantes. Dans une lettre datée du 23 août 1931, Wittgenstein écrit à G. E. Moore : 

« Je peux très bien imaginer que tu n'admires pas beaucoup Weininger, entre cette traduction bestiale et le fait que W. doit te sembler très étranger. C'est vrai qu'il est fantastique mais il est grand et fantastique. Il n'est pas nécessaire – ou plutôt impossible – d'être d'accord avec lui mais la grandeur réside dans ce avec quoi nous ne sommes pas d'accord. C'est son énorme erreur qui est grande. C'est-à-dire qu'il suffit d'ajouter un simple « ∼ » à tout le livre pour qu'il dise une vérité importante. »

.

## 1906-1911: études d'ingénierie à Berlin et Manchester

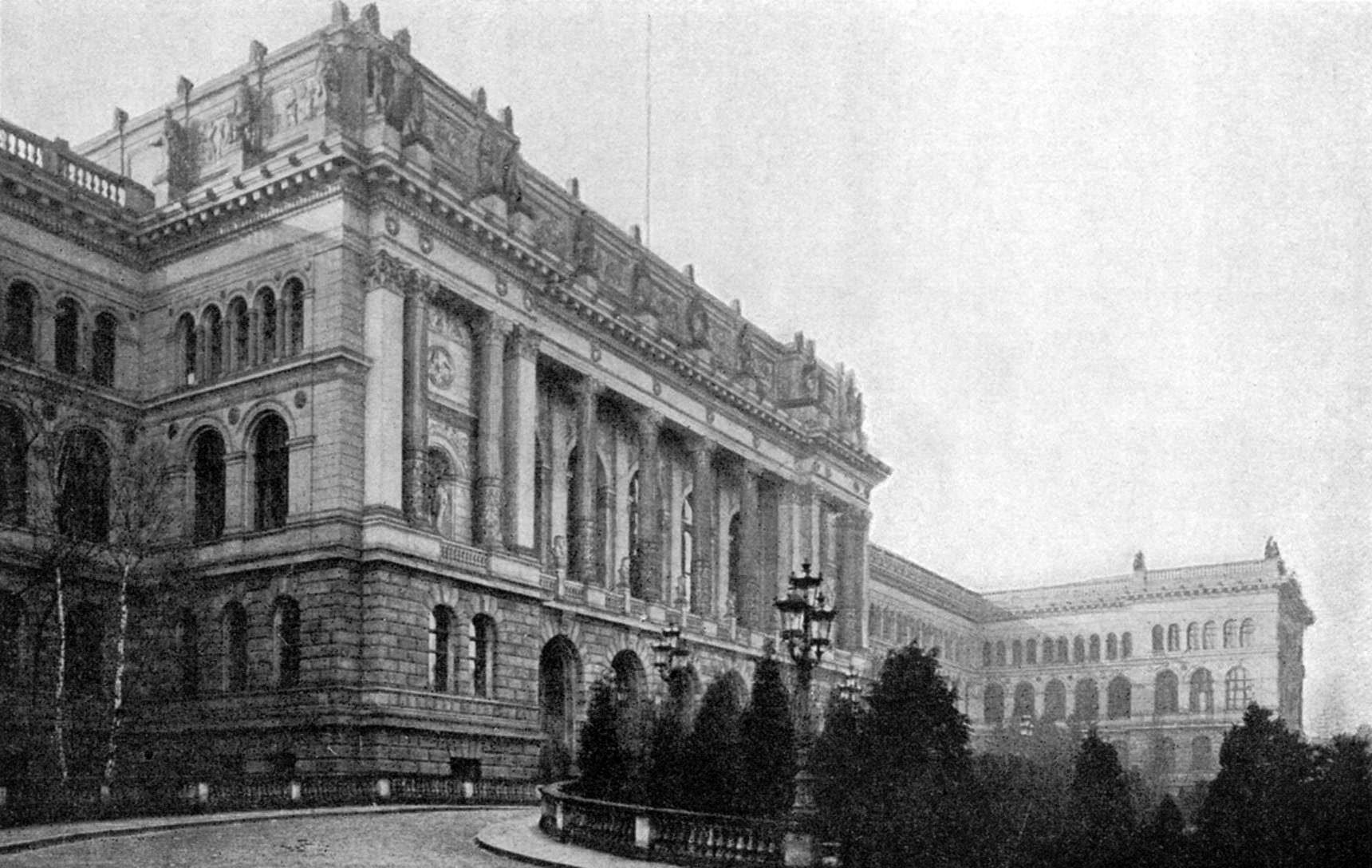
L'ancienne Technische Hochschule Berlin à Charlottenburg, Berlin

Ludwig acquiert une formation d'ingénieur en mécanique à l'école technique supérieure de Berlin-Charlottenburg, où il s'inscrit 1906 et dont il sort diplômé après 3 semestres en 1908. Ayant conçu un vif intérêt pour les problèmes posés par la discipline naissante de l'aéronautique, il décide de compléter sa formation dans ce domaine avec un projet de doctorat à l'université de Manchester,. C'est dans ce but qu'il intègre un laboratoire d'ingénierie spécialisé où il consacre d'abord ses recherches au comportement des cerfs-volants en haute atmosphère. Il oriente ensuite ses efforts sur la réalisation d'une hélice mue par réaction au bout des pales. Mais la conception des hélices à cette époque n'est pas assez avancée pour mettre en pratique les idées de Wittgenstein et il faudra encore des années avant qu'un modèle de pale capable de soutenir la conception innovante de Wittgenstein soit créé.

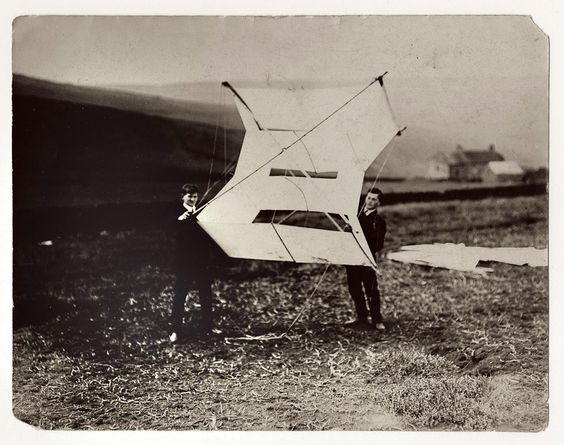
Ludwig et son ami, l'ingénieur William Eccles à la station aéronautique de Glossop, Derbyshire durant l’été 1908.

Le travail sur l'hélice à réaction s'avère frustrant pour Wittgenstein en raison de son manque d'expérience technique. Un ingénieur de Manchester, William Eccles, avec lequel il s'est lié d'amitié, le voit se tourner ensuite vers des travaux plus théoriques, se concentrant sur la conception de l'hélice – un problème nécessitant des outils mathématiques sophistiqués.
C'est alors que, profondément marqué par sa lecture de deux ouvrages parus simultanément quelques années plus tôt, The Principles of Mathematics de Bertrand Russell et Grundgesetze der Arithmetik de Gottlob Frege, il se plonge dans l'étude de la logique et des bases fondamentales des mathématiques,. Sa sœur Hermine se souvient qu'il devient à cette époque véritablement obsédé par les mathématiques, délaissant l'aéronautique, se décrivant lui-même comme étant dans un « état d'agitation constant, indescriptible, presque pathologique ».
Il se rend en Allemagne pour rencontrer Gottlob Frege, qui avait au cours de la décennie précédente posé les fondations de la logique moderne et des mathématiques logiques. Frege lui conseille vivement de lire les travaux de Bertrand Russell qui a découvert quelques incohérences fondamentales dans son travail.

## Arrivée à Cambridge

### Rencontre de Russell et de la philosophie des mathématiques

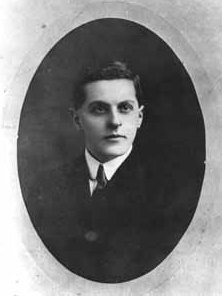
Wittgenstein, dans les années 1910.

Suivant les conseils de Frege, Wittgenstein se rend à Cambridge rencontrer Bertrand Russell. Dans sa correspondance avec Ottoline Morrell, Russell fait part de ses impressions et ses sentiments, rapporte leurs échanges et ce dès le premier jour,. Le 18 octobre 1911, il écrit : 

« Un Allemand inconnu est arrivé, parlant très mal l’anglais mais refusant de parler allemand. Il a fait des études d’ingénieur à Charlottenburg, pendant lesquelles il s’est découvert une passion pour la philosophie des mathématiques et il est venu exprès à Cambridge suivre mes cours. »

Wittgenstein assiste avec assiduité aux cours de Russell qui sont habituellement peu suivis. Russell est d'abord partagé, il est intéressé, parfois exaspéré, il écrit, par exemple, « je crois bien que mon ingénieur allemand est un sot. Il pense que rien d’empirique n’est connaissable – je lui ai demandé d’admettre qu’il n’y avait pas de rhinocéros dans la pièce mais il a refusé » (2.11.11), « Discuter avec lui est une perte de temps » (16.11.11). Le 27 novembre Wittgenstein hésite encore sur son choix de carrière et se tourne vers Russell pour être conseillé :

« Mon allemand hésite entre la philosophie et l’aéronautique; il m’a demandé aujourd’hui si je pensais qu’il était totalement dénué de talent pour la philosophie et je lui ai répondu que je n’en savais rien, mais que je ne le pensais pas. Je lui ai demandé d’écrire quelque chose pour que je puisse me forger une opinion. »

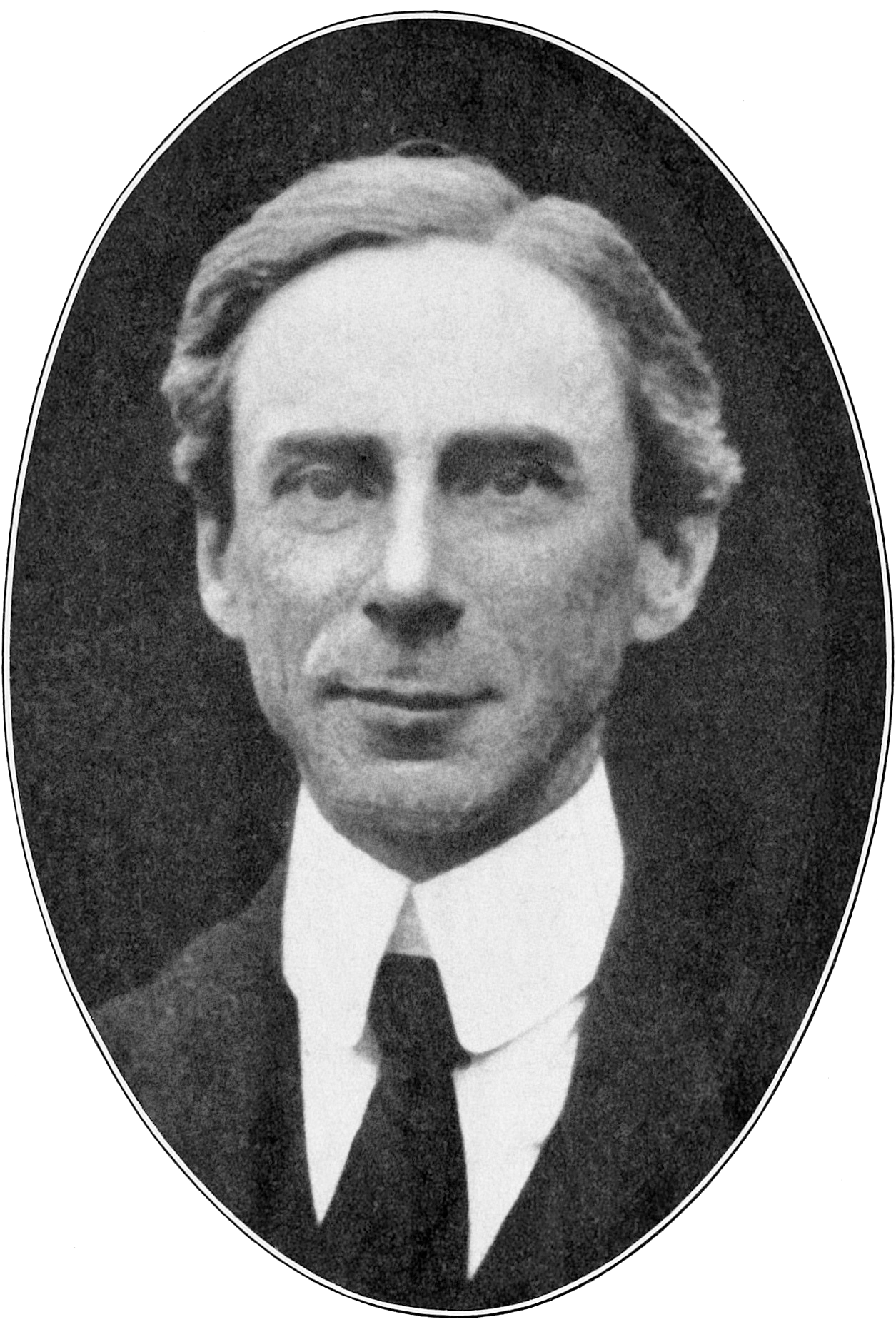
Portait de Bertrand Russell datant de 1916.

De retour de vacances, Wittgenstein fait lire à Russell un manuscrit qu’il juge « très bon, bien meilleur que ceux de [ses] élèves anglais » (23.01.12), très vite suivi d’un autre qui finit par convaincre Russell. Wittgenstein est admis au Trinity College le 1er février 1912. Pendant ce trimestre, Wittgenstein travaille intensivement sur les fondements de la logique et la logique mathématique. Le 22 mars, Russell exprime son admiration :

« Je l'aime et je sens qu'il résoudra les problèmes pour lesquels je suis trop vieux – tous ces problèmes soulevés par mon travail mais qui exigent un esprit neuf et la vigueur de la jeunesse. C’est le jeune homme qu’on appelle de ses vœux. »

Il déclare plus tard à David Pinsent que les encouragements de Russell l'ont sauvé et ont mis fin à neuf années de solitude et de souffrance, pendant lesquelles le suicide l'avait constamment suivi.

### Club des sciences morales et apôtres de Cambridge
En 1912, Wittgenstein rejoint le Club des sciences morales de Cambridge,, dont il prend rapidement la direction ; il cesse un temps de s'y rendre au début des années 1930 après des plaintes selon lesquelles il ne laisse à personne d'autre la possibilité de s'exprimer.

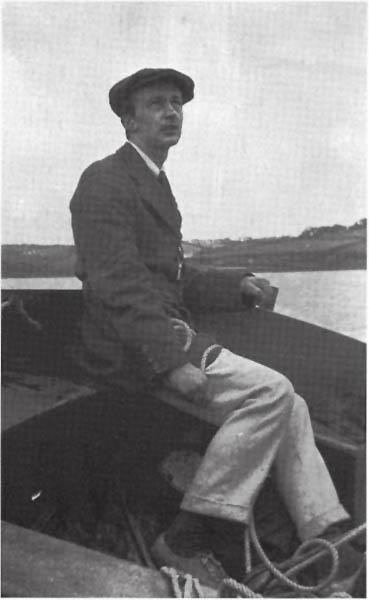
David Pinsent, ami de Ludwig rencontré à Cambridge.

Le club est devenu légendaire parmi les philosophes, en raison d'une réunion tenue le 25 octobre 1946 au King's College, où Karl Popper prononce un discours intitulé « Existe-t-il des problèmes philosophiques ? », prenant alors position contre Wittgenstein. Il existe selon Popper des problèmes en philosophie qui sont plus que des clarifications logiques et linguistiques, comme le soutenait Wittgenstein. Ce dernier aurait commencé à agiter un tisonnier brûlant, exigeant que Popper lui donne un exemple de règle morale. Popper lui en propose un – « Ne pas menacer les conférenciers de passage avec des tisonniers » – Russell dit alors à Wittgenstein qu'il avait mal compris et Wittgenstein quitte la réunion « en trombe »,.
L'économiste John Maynard Keynes l'a également invité à rejoindre les Apôtres de Cambridge, une société secrète formée en 1820, à laquelle Bertrand Russell et G. E. Moore avaient adhéré en tant qu'étudiants ; Wittgenstein ne s'y est pas beaucoup plu et n'y a participé que rarement. Russell craignait que Wittgenstein n'appréciât pas le style tapageur et humoristique des débats intellectuels et le fait que les mœurs sentimentales y fussent libres. Alors qu'il y est admis en 1912, Wittgenstein donne sa démission presque immédiatement. Néanmoins, les apôtres de Cambridge ont permis à Wittgenstein de participer à nouveau aux réunions dans les années 1920, lorsqu'il est revenu à Cambridge. Il semblerait que Wittgenstein ait également eu du mal à tolérer son propre comportement lors des discussions du club des sciences morales de Cambridge.
Wittgenstein n'a pas hésité à rendre compte de sa dépression pendant ses années à Cambridge. Russell écoute à maintes reprises ses angoisses qui semblaient provenir de deux sources : son travail et sa vie personnelle. Ce dernier rapporte que :

« [Ludwig] avait l'habitude de venir chez moi à minuit et de marcher pendant des heures de long en large comme un ours en cage. En arrivant, il annonçait qu'en sortant de chez moi il se suiciderait... [...] Lors d'une telle soirée après une ou deux heures de silence de mort, je lui dis : 'Wittgenstein, est-ce à la logique que vous pensez ou à vos péchés ?' — 'Aux deux', dit-il, et il retomba dans le silence. ».

.
Wittgenstein a déclaré à Russell qu'il « ressentait la malédiction de ceux qui n'ont que la moitié d'un talent ». Le tempérament de Ludwig a également été décrit dans le journal de David Pinsent, comme connaissant de grandes fluctuations émotionnelles. Bertrand Russell le présente à Pinsent au cours de l'été 1912. Leur relation s'est déroulée durant une période intellectuellement formatrice. Pinsent est un étudiant en mathématiques et parent de David Hume ; Wittgenstein et lui deviennent rapidement proches,.

## 1913-1920: Première Guerre mondiale etTractatus

### Travail sur laLogiqueet premier exil en Norvège
En 1913, Wittgenstein hérite d'une fabuleuse fortune après la mort de son père. Il en fait partiellement don — au début de manière anonyme — à des artistes et auteurs autrichiens tels que Rainer Maria Rilke et Georg Trakl. En 1914, il manque de rencontrer Trakl, celui-ci s'étant suicidé deux jours avant l'arrivée de Wittgenstein. 

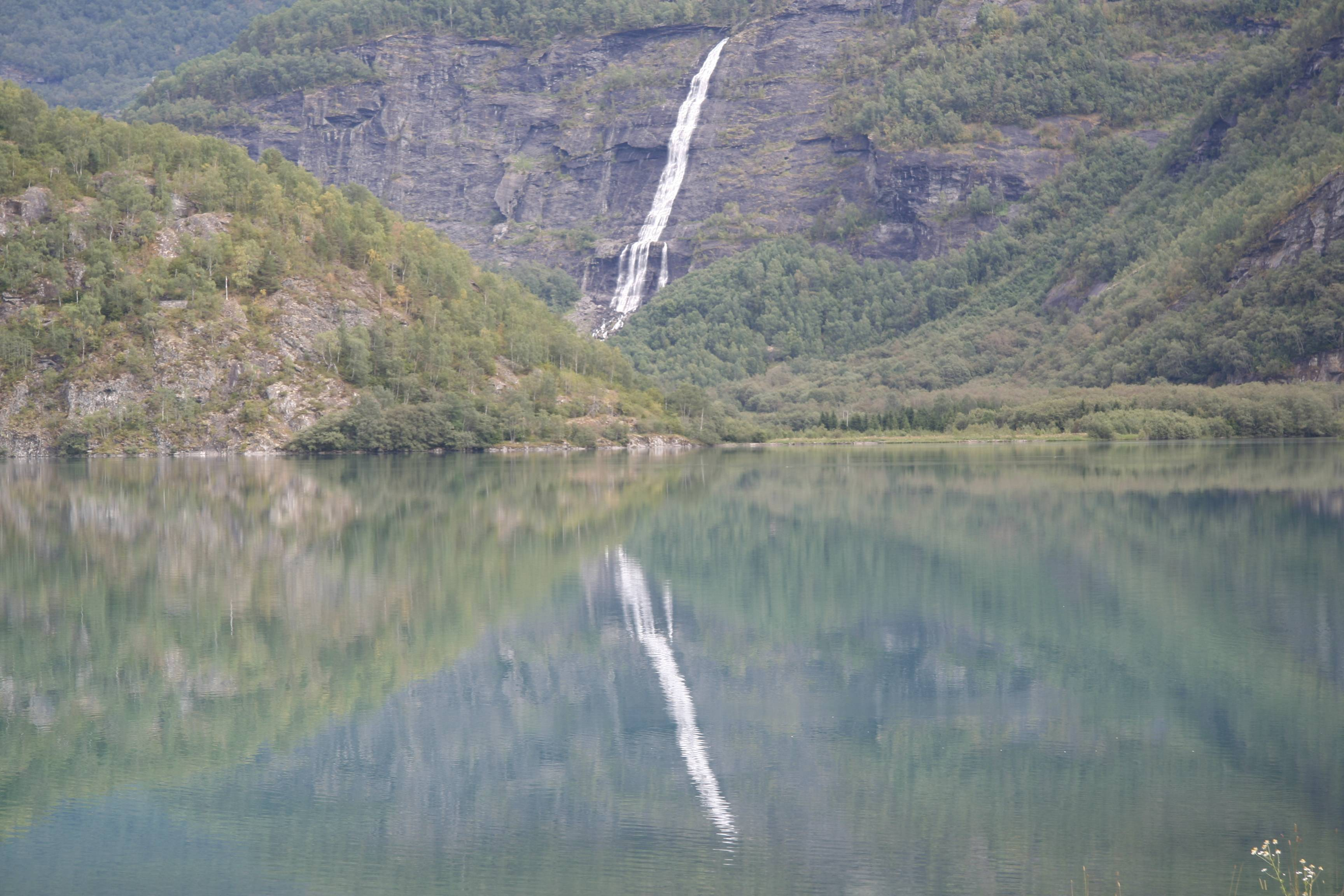
Le site où Ludwig Wittgenstein résida à Skjolden.

Bien que stimulé par ses études à Cambridge et ses conversations avec Russell, Wittgenstein parvient à la conclusion qu'il ne pourrait pas parvenir à faire le tour des questions fondamentales qui l'intéressent dans un environnement universitaire. Il rédige son premier travail philosophique, les Notes sur la logique. Celles-ci sont un développement de la remarque de Russell à propos de sa théorie des types qui devait selon lui « être rendue superflue par une bonne théorie du symbolisme ». Les détails de ces notes, assez subtils, se résument dans l'apparent truisme suivant : « « A » est la même lettre que « A » ». On entrevoit la distinction fondamentale que reprendra le Tractatus logico-philosophicus, celle du dire et du montrer. Ce que dit la théorie des types, celle-ci ne peut le dire mais peut seulement être montré par le symbolisme. Partant, Wittgenstein soutient que les propositions logiques expriment leur véracité ou fausseté dans leurs significations elles-mêmes, idée que l'on retrouve dans le Tractatus : « Toute tautologie montre elle-même qu'elle est une tautologie. » (6.271).
En 1913, il se retire dans le village norvégien de Skjolden. Il y demeure chez l'habitant, puis s'y fait construire une maison qui domine le Sognefjord. Cet exil volontaire lui permet de se consacrer entièrement à sa recherche et il dira plus tard de cet épisode qu'il fut l'une des périodes les plus passionnées et productives de son existence. Wittgenstein y apprend le norvégien pour converser avec les villageois locaux et le danois pour lire les œuvres du philosophe danois Søren Kierkegaard,. Ne se sentant pas assez seul au sein du village, il conçoit et construit une petite maison en bois sur un rocher éloigné surplombant le lac Eidsvatnet à l'extérieur du village. L'endroit est nommé « Østerrike » (Autriche) par les habitants. Il y séjourne à plusieurs reprises jusqu'aux années 1930.
Sur l'insistance de Wittgenstein, G. E. Moore, alors professeur à Cambridge, lui rend visite en Norvège en 1914, aidant à la rédaction de Logik, soumis à la rigueur et la colère de Wittgenstein en cas d'erreur.

### Engagement dans l'armée

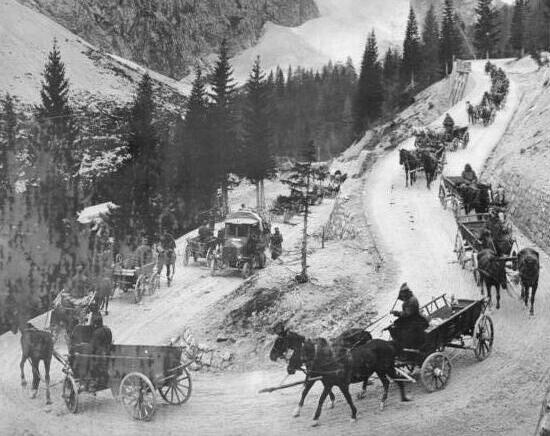
Ligne de ravitaillement austro-hongroise sur le col de Vršič, sur le Front italien, octobre 1917.

Vivant en ermite, Wittgenstein est surpris par l'avènement de la Première Guerre mondiale. Il s'engage dans l'armée austro-hongroise — bien que médicalement dispensé — espérant que le fait de côtoyer la mort lui permettrait de s'améliorer,. Il sert d'abord sur un navire, puis dans une usine d'artillerie,. Il est blessé lors d'une explosion accidentelle et hospitalisé à Cracovie. En 1916, il est envoyé sur le front russe dans un régiment d'artillerie où il gagne plusieurs médailles pour son courage. Les pages de son journal d'alors reflètent néanmoins son mépris pour la médiocrité de ses camarades soldats. Cependant, il contracte une amitié philosophique avec un médecin militaire, Bieler.

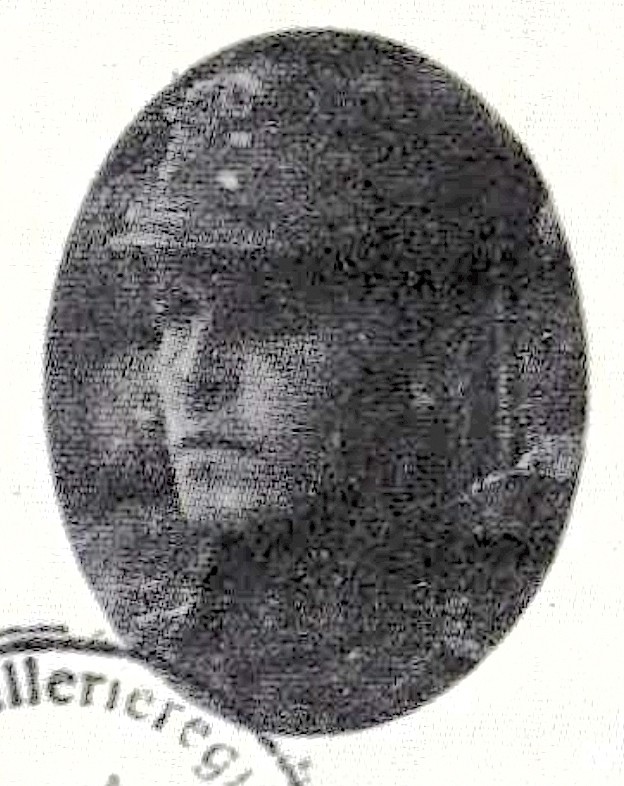
Photo d'identité militaire de Wittgenstein durant la Première Guerre mondiale.

Tout au long de la guerre, Wittgenstein tient un journal dans lequel il couche des réflexions philosophiques et religieuses avec des remarques personnelles.
Au moment de son engagement en 1914, Wittgenstein achète l’Abrégé de l’Évangile de Léon Tolstoï, dont il recommandera la lecture à toute personne en détresse, et devient un chrétien convaincu, bien que troublé et plein de doutes,.
La mesure dans laquelle l'Abrégé de l'Évangile a influencé Wittgenstein peut être vue dans la numérotation du Tractatus. En 1916, Wittgenstein a lu Les Frères Karamazov de Dostoïevski en profondeur et en connaît des passages entiers par cœur, notamment les discours du Starets Zosime, qui représente pour lui l'idéal chrétien, le saint homme qui « lisait directement dans l'âme d'autrui »,.
Son travail sur ses Notes sur la logique commence à prendre un sens éthique et religieux. C’est en associant son nouvel intérêt pour l’éthique, avec la logique et les réflexions personnelles qu’il développe pendant la guerre, que son travail effectué à Cambridge et en Norvège prend la forme du Tractatus.

### Rédaction duTractatus logico-philosophicus

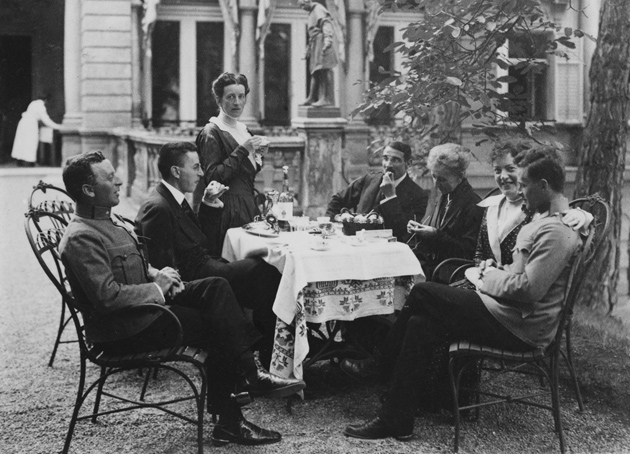
La famille Wittgenstein à Vienne, été 1917, avec Kurt (le plus à gauche) et Ludwig (le plus à droite) en uniforme d'officier.

Au cours de l'été 1918, Wittgenstein prend un congé militaire et séjourne dans l'une des maisons d'été de sa famille à Vienne. Il y achève en août 1918 le Tractatus logico-philosophicus; qu'il soumet sous le titre Der Satz (en allemand : proposition, phrase, expression, ensemble, mais aussi « jeu ») aux éditeurs Jahoda and Siegel.
Une série d'événements survenus à cette époque le bouleversent profondément. Le 13 août, son oncle Paul meurt. Le 25 octobre, il apprend que les éditions Jahoda and Siegel refusent de publier le Tractatus et le 27 octobre son frère Kurt se suicide. C'est à peu près à cette époque qu'il reçoit une lettre de la mère de David Pinsent lui annonçant que ce dernier est décédé dans un accident d'avion le 8 mai. Wittgenstein est désemparé au point de penser au suicide,.
Après son retour sur le Front italien, Wittgenstein est fait prisonnier en novembre dans le nord de l'Italie par l'armée italienne. Celle-ci trouve dans ses affaires un manuscrit rédigé en allemand nommé Logische-Philosophische Abhandlung. Grâce à l'intervention de ses amis de Cambridge, Wittgenstein peut avoir accès à des livres et préparer son manuscrit du Tractatus. Il l'envoie en Angleterre à Russell qui le considère comme un travail philosophique d'une grande importance. Après la libération de Wittgenstein en 1919, ils travaillent ensemble pour le faire publier.
La traduction anglaise est assurée dans un premier temps par Frank Ramsey, puis par C. K. Ogden, avec l'aide de Wittgenstein. Il parait d'abord en allemand en 1921 sous le titre Logisch-philosophische Abhandlung, puis sur les suggestions de George Edward Moore, en anglais, un an plus tard avec le titre latin actuel Tractatus logico-philosophicus, par analogie avec le Tractatus theologico-philosophicus de Spinoza,,.
Russell rédige une introduction afin que le livre bénéficie de la réputation de l'un des plus grands philosophes du moment. Les difficultés perdurent néanmoins, Wittgenstein se défiant de Russell, n’appréciant pas son introduction qui, selon lui, évince les problématiques fondamentales du Tractatus. Cet épisode obscurcit l’amitié qui les liait depuis leur première rencontre (1912-1913). Wittgenstein s'oppose à ce que l'introduction soit publiée dans la version allemande. Dans une lettre à Russell du 6 mai 1920, il s'exprime ainsi :

« ton introduction ne sera pas imprimée et par conséquent il est vraisemblable que mon livre ne le sera pas non plus. Car lorsque j'ai eu devant les yeux la traduction allemande de l'Introduction, je n'ai pu me résoudre à la laisser imprimer avec mon livre. La finesse de ton style anglais s’était en effet, comme il est naturel, perdue dans la traduction et ce qui restait n’était que superficialité et incompréhension. »

— Wittgenstein.
Wittgenstein connaît la frustration devant ses difficultés à trouver un éditeur intéressé et plus encore en réalisant que les quelques personnes susceptibles d’éditer son livre sont plus intéressées par l'introduction de Russell que par le contenu de l'ouvrage. Ce dernier est finalement publié par le journal de Wilhelm Ostwald Annalen der Naturphilosophie, qui imprime une version en allemand en 1921, et par Routledge (éditeur), qui imprime une version bilingue avec l'introduction de Russell, le titre de Moore et la traduction de Ramsey et Ogden en 1922.
Wittgenstein retourne à Vienne en août 1919, épuisé physiquement et mentalement. Il décide deux choses : s'inscrire à l'école normale pour devenir instituteur ; et se débarrasser de sa fortune. Au regret de sa famille, il divise l'argent entre ses frères et sœurs, à l'exception de Margarete, qui insiste pour que cet argent ne soit pas détenu par fiducie pour lui.
Ces bouleversements dans la vie de Wittgenstein, à la fois à la fin de sa première période et au commencement de sa seconde, le mènent à vivre une vie d'ascète. Son geste le plus spectaculaire est de laisser sa part d'héritage à des artistes autrichiens et allemands d'avant-garde dont Rainer Maria Rilke et surtout Georg Trakl (qu'il préfère au premier), ainsi qu'à ses frères et sœurs, en insistant pour qu'ils promettent de ne jamais le lui rendre. Il a le sentiment que donner de l'argent aux pauvres ne pourrait que les corrompre, alors qu'il ne ferait pas de mal aux riches.

## 1920-1928: la vie après leTractatus
Considérant à l'époque que le Tractatus signe la fin de la philosophie, Wittgenstein retourne en Autriche et devient instituteur. Il est façonné aux méthodes du mouvement de réforme scolaire autrichien dont la conception de l'éducation est essentiellement liée à des motifs sociaux et politiques. Cette réforme repose sur la stimulation de la curiosité naturelle des enfants et le développement de leur autonomie de jugement, plutôt que sur la sollicitation de leur seule mémoire. Ces principes d'éducation l'enthousiasment, cependant Emmanuel Halais explique que Wittgenstein n’en était pas moins en désaccord pour des raisons de caractère, et pour des raisons morales ; que pour Wittgenstein « si une éducation réussie peut avoir pour conséquence une élévation des conditions sociales, ce ne peut être le but direct de l'éducation » ; il doit affronter de nombreuses difficultés à leur mise en pratique dans sa classe des villages de Trattenbach, Puchberg am Schneeberg et Otterthal.

### Postes d'enseignant en Autriche
Au cours de l'été 1920, Wittgenstein travaille comme jardinier dans un monastère. Il postule d'abord, sous un faux nom, à un poste d'enseignant à Reichenau, obtient le poste, mais le refuse lorsque son identité est découverte. Il souhaite ne pas être reconnu comme un membre de la famille Wittgenstein en tant qu'enseignant. À cela, son frère Paul écrit : 

« Il est hors de question, complètement hors de question, que quelqu'un portant notre nom et dont l'éducation élégante et douce se remarque de loin, ne soit pas identifié comme un membre de notre famille... Je n'ai pas besoin de vous dire qu'on ne peut ni simuler ni dissimuler quoi que ce soit, y compris une éducation raffinée. »

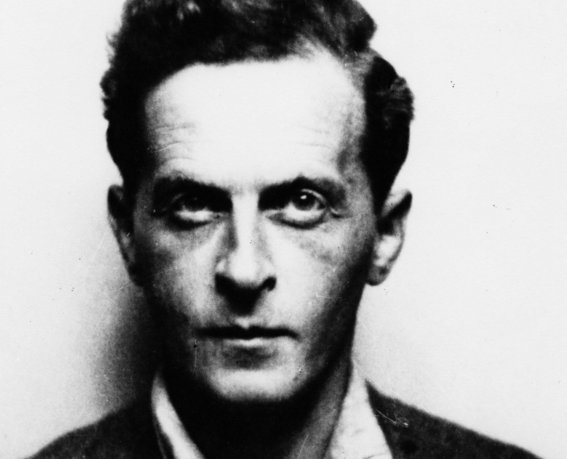
Photographie de Ludwig Wittgenstein alors instituteur, en 1922

En 1920, Wittgenstein obtient son premier poste d'instituteur à Trattenbach, sous son vrai nom, dans un village isolé de quelques centaines d'habitants. Ses premières lettres le décrivent comme magnifique, mais en octobre 1921, il écrit à Russell : « Je suis toujours à Trattenbach, entouré, comme toujours, d'odieux et de bassesse. Je sais que les êtres humains, en moyenne, ne valent pas grand-chose n'importe où, mais ici, ils sont bien plus bons à rien et irresponsables qu'ailleurs ». Il est rapidement l'objet de rumeurs parmi les villageois, qui le trouvent pour le moins excentrique, d'autant plus qu'il ne s'entend pas bien avec les autres enseignants. Les élèves en difficulté sont chez Wittgenstein d'autant plus soumis à sa sévérité. Les deux premières heures de chaque journée étaient consacrées aux mathématiques, des heures dont Monk écrit que certains élèves se souvenaient des années plus tard avec horreur.

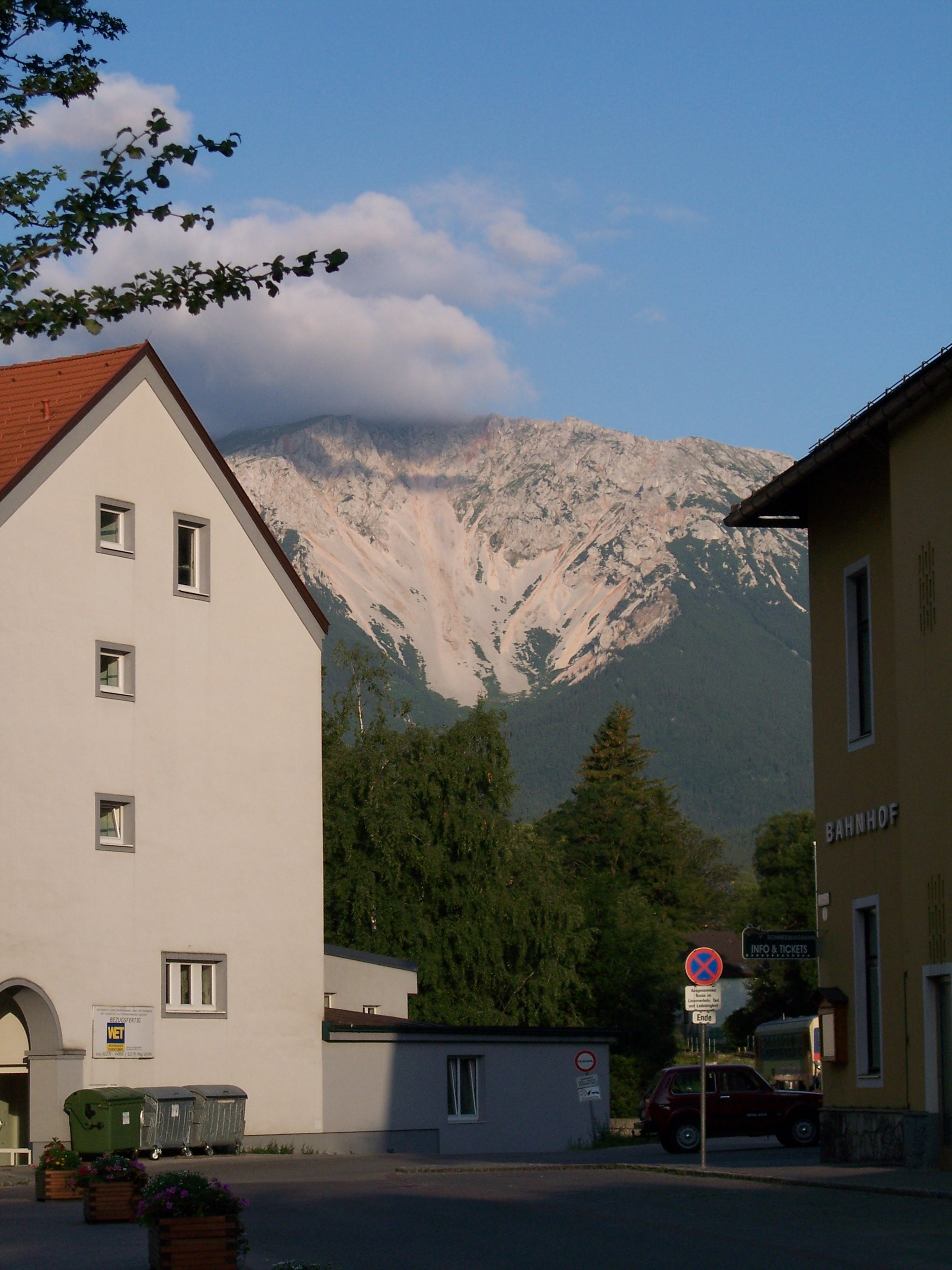
Frank P. Ramsey a rendu visite à Wittgenstein à Puchberg am Schneeberg en septembre 1923.

En septembre 1922, il s'installe dans une école secondaire dans une commune voisine, Hassbach, mais considère que les gens y sont tout aussi mauvais et part au bout d'un mois. En novembre, il commence à travailler dans une autre école primaire, cette fois à Puchberg dans les montagnes du Schneeberg. Là-bas, dit-il à Russell, les villageois y sont « un quart animal et trois quarts humains ».

Le philosophe et logicien Frank Ramsey lui rend visite en septembre 1923 pour discuter du Tractatus, dont il a accepté d'écrire une critique pour Mind,. Il rapporte dans une lettre que Wittgenstein vit frugalement dans une minuscule chambre blanchie à la chaux qui ne peut contenir qu'un lit, un lavabo, une petite table et une petite chaise dure. Ramsey partage avec lui un repas du soir composé de pain grossier, de beurre et de cacao. Les heures de cours de Wittgenstein étaient de huit heures à midi ou une heure et il avait les après-midi libres. Après le retour de Ramsey à Cambridge, de vaines tentatives émergent parmi les amis de Wittgenstein pour le persuader de revenir à Cambridge. Il n'accepte par ailleurs aucune aide, même de la part de sa famille. Ramsey écrit à John Maynard Keynes : 

« [La famille de Wittgenstein] est très riche et souhaiterait lui donner de l'argent ou de l'aider de tout autre manière et il refuse toutes leurs offres. [...] Et cela parce qu'il ne veut pas avoir d'argent qu'il n'a pas gagné sauf pour des buts très précis, comme par exemple vous revoir. [...] C'est vraiment désolant. »

### L'incident Haidbauer à Otterthal

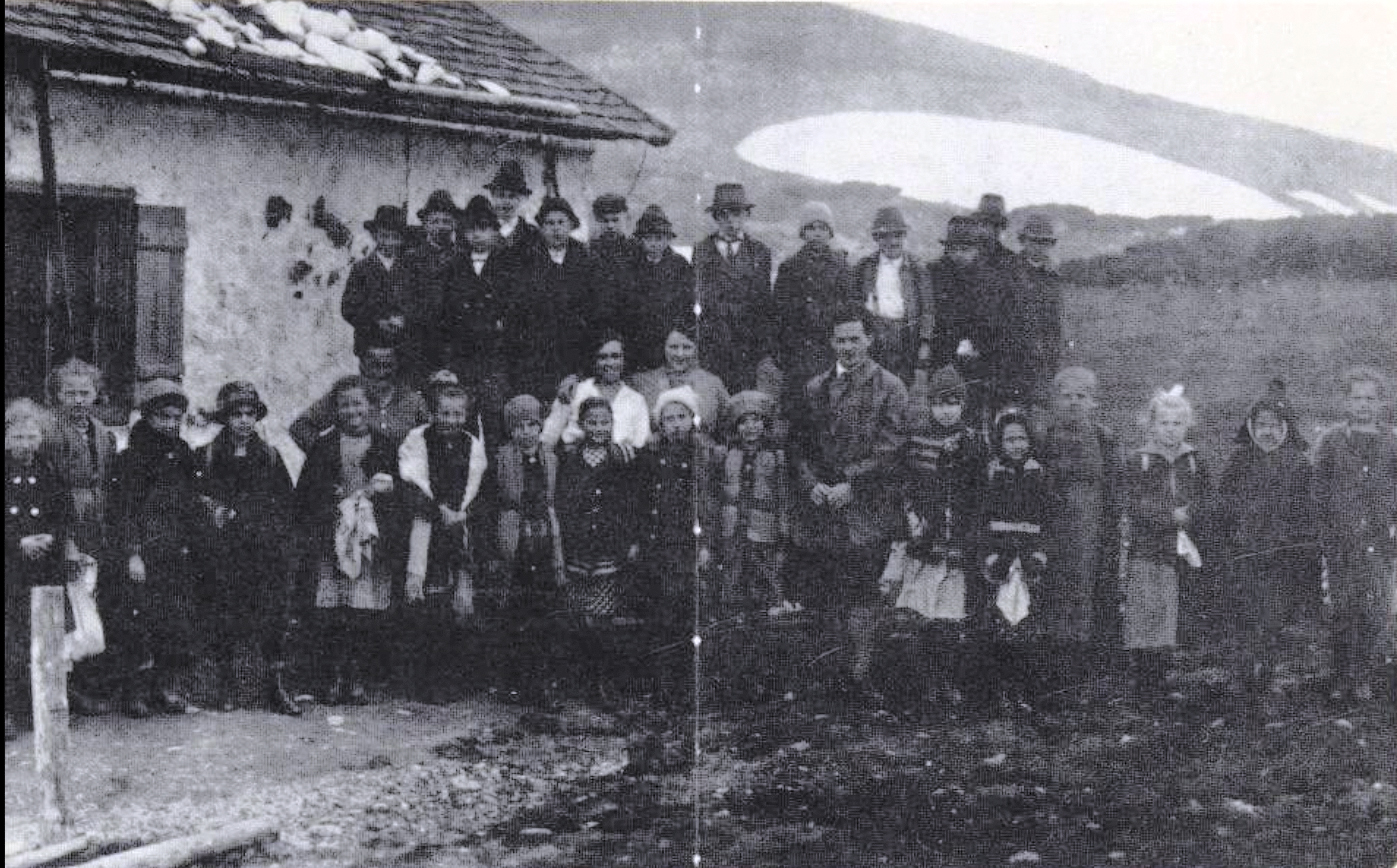
Photographie de Wittgenstein (septième en partant de la droite) et ses élèves, prise à Puchberg au printemps 1923.

Il change à nouveau d'école en septembre 1924, cette fois à Otterthal, près de Trattenbach. Wittgenstein y écrit alors un dictionnaire de prononciation et d'orthographe de 42 pages pour enfants, Wörterbuch für Volksschulen, publié à Vienne en 1926, le seul de ses livres en dehors du Tractatus qui a été publié de son vivant.
Un incident, dit d'Haidbauer, se produit en avril 1926. Josef Haidbauer est un élève de 11 ans dont le père est décédé et dont la mère travaille comme femme de ménage. Il apprenait selon Wittgenstein trop lentement, ce qui l'a un jour amené à le frapper deux ou trois fois à la tête, provoquant l'effondrement du jeune Josef. Wittgenstein l'a porté jusqu'au bureau du directeur, puis a rapidement quitté l'école.
Un villageois qui était alors présent a essayé de faire arrêter Wittgenstein le jour même, mais le poste de police était vide. Wittgenstein a disparu le lendemain. Des poursuites ont été engagées en mai et le juge a ordonné une expertise psychiatrique,. Dix ans plus tard, en 1936, Wittgenstein s'est présenté sans prévenir au village voulant se confesser personnellement et demander pardon aux enfants qu'il avait frappés.
Particulièrement déprimé tout au long de cette période, il démissionne en avril 1926 et retourne à Vienne avec un sentiment d'échec.

### Maison Wittgenstein

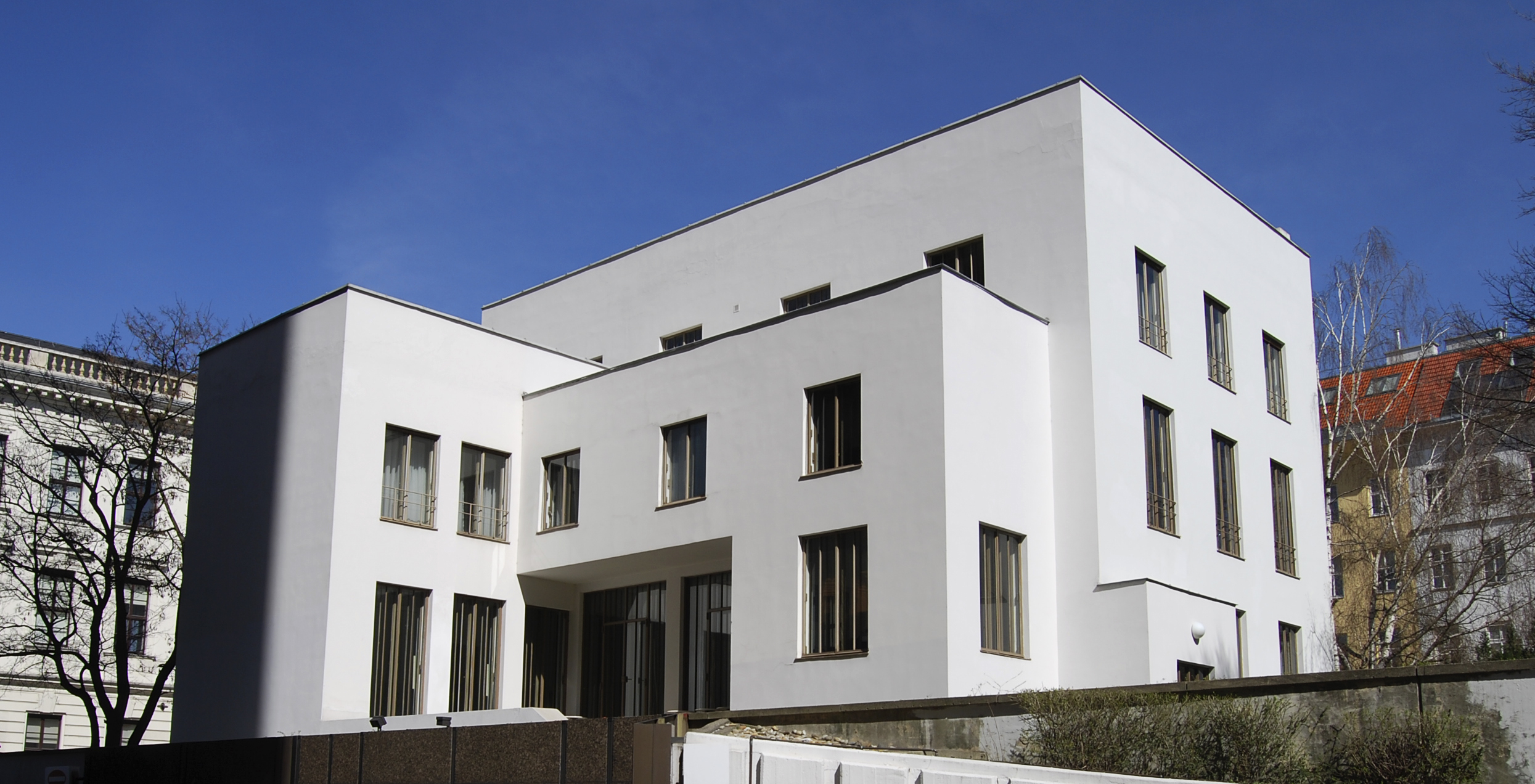
Wittgenstein a travaillé sur la maison Wittgenstein

En 1926, il travaille ensuite comme assistant-jardinier d'un monastère près de Vienne. Il envisage de se faire moine et va jusqu'à se renseigner sur la façon de se joindre à l'ordre. Au cours d'un entretien, on lui indique qu'il ne trouverait pas ce qu'il cherchait dans la vie monastique.
Un premier événement contribue à sortir Wittgenstein de sa dépression ; c'est l'invitation en novembre 1925 de sa sœur Margaret (Gretl) Stoneborough à travailler avec l'architecte Paul Engelmann (qui était devenu un ami proche de Wittgenstein pendant la guerre) sur la conception et la construction de sa nouvelle maison. Ils construisent un bâtiment dans un style moderniste, inspiré des travaux d'Adolf Loos qu'ils admirent tous les deux beaucoup. Wittgenstein trouve le travail intellectuellement captivant et exténuant. Il se donne corps et âme dans l'absolue perfection de détails comme les poignées de portes et les radiateurs qui doivent être positionnés avec une parfaite exactitude pour assurer la symétrie des pièces,. Cette œuvre de l'architecture moderniste évoque quelques commentaires inspirés selon G. H. von Wright : ce dernier déclare que la maison possède la même « beauté statique » que le Tractatus. Selon le biographe et philosophe Ray Monk, la rage froide[pas clair] de Wittgenstein à atteindre à nouveau la perfection, non plus en logique, mais en architecture, comme il la cherchait aussi en reproduisant des bustes de la statuaire grecque, lui redonne le goût de la recherche et de la pensée pure. La Haus Wittgenstein est vendue par la famille en 1968 et est aujourd'hui le centre culturel de Bulgarie.
Wittgenstein précise que « ma maison pour Gretl est le produit d'une finesse d'oreille incontestable, de bonnes manières, l'expression d'une grande compréhension... Mais la vie originaire, la vie sauvage, qui voudrait se déchaîner, est absente. On pourrait donc dire également qu'il lui manque la santé »,. Monk commente que l'on pourrait dire la même chose de la sculpture en terre cuite, techniquement excellente mais austère, que Wittgenstein a modelée sur Marguerite Respinger en 1926 et que, comme Russell l'a remarqué, cette « vie sauvage qui s'efforce d'éclater » est précisément la substance de l'œuvre philosophique de Wittgenstein.

### Le Cercle de Vienne
Le second événement, qui contribue à sortir Wittgenstein de sa dépression, survient vers la fin de son travail sur la maison, quand il est contacté par Moritz Schlick, l'un des chefs de file du tout nouveau Cercle de Vienne. Le positivisme viennois était considérablement influencé par le Tractatus et bien que Schlick ne parvînt pas à y traîner Wittgenstein, ils eurent un certain nombre de discussions philosophiques avec la participation d'autres membres du cercle, notamment Friedrich Waismann. Wittgenstein se sentait souvent gêné par ces rencontres. Il avait le sentiment que Schlick et ses collègues faisaient des contresens fondamentaux à propos du Tractatus et il finit par refuser toute discussion sur le sujet. La majorité des désaccords concernaient l'importance de la vie religieuse et mystique, Wittgenstein considérant ces questions comme une sorte de foi inexprimable, tandis que les positivistes les trouvaient inutiles.
Durant certaines de ces rencontres, Wittgenstein leur tourne le dos et leur lit de la poésie, notamment des poèmes de Rabindranath Tagore, peut-être pour bien leur faire comprendre que, pour lui, ce qui n’est pas dans le Tractatus est plus important que ce qui y est. Quoi qu'il en soit, les contacts avec le Cercle de Vienne stimulent l'intellect de Wittgenstein et réveillent son intérêt pour la philosophie. Il rencontre également Frank Ramsey, un jeune philosophe des mathématiques qui vient plusieurs fois de Cambridge pour rencontrer Wittgenstein et le Cercle de Vienne. Au cours de ses discussions avec Ramsey et le Cercle de Vienne, Wittgenstein commence à s’interroger sur son travail et envisage la possibilité que le Tractatus comporte une grave erreur, ce qui marque le début de sa seconde carrière de philosophe et l'occupe pour le reste de sa vie.
Dans son autobiographie, Rudolf Carnap décrit Wittgenstein comme le penseur l'ayant le plus influencé : 

« Son point de vue et son attitude envers les gens et les problèmes, y compris les problèmes théoriques, étaient bien plus proches de ceux d’un artiste que d’un scientifique ; on pourrait presque dire, semblables à ceux d’un prophète ou d’un voyant. […] Quand la réponse jaillissait enfin, parfois après un long et pénible effort, elle se trouvait là, devant nous, comme une œuvre d’art récemment créée ou une révélation divine. […] nous avions l’impression que la compréhension lui venait comme par une inspiration divine et nous ne pouvions nous empêcher de penser que toute remarque ou analyse rationnelle serait une profanation. »

## 1929-1941: retour à Cambridge

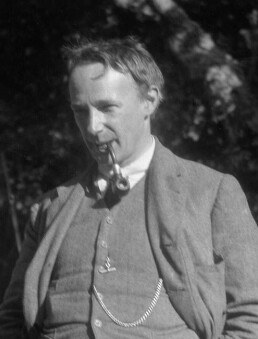
G. E. Moore (ci-dessus en 1914), membre du jury avec Russell de la thèse de Wittgenstein.

En 1929, Wittgenstein décide, sur les conseils de Frank Ramsey, ainsi que l'insistance de Russell et Moore, de retourner à Cambridge. Il est accueilli à la gare par une foule composée de quelques-uns des plus grands intellectuels d'Angleterre et réalise avec horreur qu'il est l'un des philosophes les plus célèbres au monde. Keynes écrit dans une lettre du 18 janvier 1929 à Lydia Lopokova : « Eh bien, Dieu est arrivé. Je suis allé le chercher au train de cinq heures et quart. ».
Faute de diplôme et malgré sa notoriété, il ne peut travailler immédiatement à Cambridge et s'inscrit d'abord comme simple étudiant. Russell reconnaît rapidement son premier séjour comme suffisant et le presse d'utiliser le Tractatus comme thèse de doctorat, ce qu'il fait dans l'année. Russell et Moore font office de jury pour sa soutenance à l'issue de laquelle il leur tape familièrement sur l'épaule en déclarant : « Ne vous en faites pas, je sais que vous ne le comprendrez jamais. » Moore écrit dans son rapport de jury : « Mon avis personnel est que la thèse de M. Wittgenstein est une œuvre de génie, mais, ceci mis à part, elle atteint certainement le niveau requis pour l'obtention du grade de docteur en philosophie de Cambridge. », . Wittgenstein est embauché comme assistant et devient membre du Trinity College.
Les sympathies politiques de Wittgenstein sont à cette époque plutôt à gauche et lorsqu'on l'interroge sur la théorie marxiste, il se déclare « communiste de cœur » et idéalise la vie des travailleurs. Rejoindre un parti politique est cependant contraire selon Wittgenstein aux devoirs du philosophe, il dissuada par exemple son ami Rhees à rejoindre le Parti communiste révolutionnaire. Pratiquer la philosophie, précise-t-il, implique de pouvoir changer de direction et de penser le communisme indifféremment des autres idéologies. Attiré par la description de la Russie soviétique dans l'ouvrage de Short View of Russia de Keynes, à la suite du voyage de ce dernier en 1925 dans ce pays, il envisage en 1934 d'émigrer en Union soviétique avec son meilleur ami et amant Francis Skinner. Ils prennent des leçons de russe et en 1935, Wittgenstein se rend à Saint-Pétersbourg (alors Leningrad) et Moscou, afin de voir s'il peut y trouver du travail. Un poste d'enseignant lui est proposé, mais il préfère un travail manuel et rentre trois semaines plus tard.

### Vie sentimentale
Bien que Wittgenstein soit impliqué dans une relation avec Marguerite Respinger (1904-2000), jeune femme suisse amie de la famille, leur projet de mariage échoue en 1931 et il ne se marie jamais. Il existe un débat considérable sur l'intensité de la vie homosexuelle de Wittgenstein, inspiré par W.W. Bartley, III, qui affirme avoir trouvé des preuves de plusieurs liaisons passagères du philosophe quand il habitait Vienne. Quoi qu'il en soit, il reste clair que Wittgenstein a eu plusieurs relations homosexuelles durables, comprenant une passion platonique intense pour son ami de jeunesse David Pinsent, et à l'âge mûr des relations stables avec Francis Skinner et Ben Richards, beaucoup plus jeunes, ainsi que quelques coups de foudre non partagés.

### Anschluss

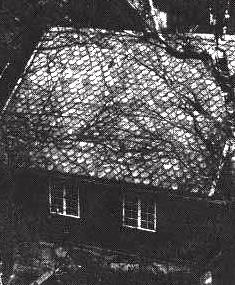
Photographie montrant la maison de Wittgenstein en Norvège, envoyée par Wittgenstein à G. E. Moore, octobre 1936.

De 1936 à 1937, Wittgenstein vit à nouveau en Norvège, laissant Skinner derrière lui. Il travaille sur les Investigations philosophiques. Au cours de l'hiver 1936-1937, il écrit une série de « confessions » à des amis proches, pour la plupart concernant de petites incartades sans gravité, afin de libérer sa conscience.
En 1938, il se rend en Irlande pour rendre visite à son ami Drury devenu psychiatre et envisage lui-même une telle formation, avec l'intention d'abandonner la philosophie pour celle-ci. La visite en Irlande est en même temps une réponse à l'invitation du Taoiseach irlandais de l'époque, Éamon de Valera, lui-même ancien professeur de mathématiques. De Valera espère que la présence de Wittgenstein contribue à la création du Dublin Institute for Advanced Studies.
Pendant son séjour, l'Allemagne procède à l'annexion de l'Autriche (l'Anschluss) ; le citoyen viennois Wittgenstein devient alors citoyen allemand et un Mischling du 2e degré, statut bâtard d'aryen/juif (du fait des origines juives de sa famille paternelle), dont le traitement était moins brutal que celui réservé aux Juifs. Il est « aryennisé » au terme d'une procédure spéciale. Cette reclassification de « Befreiung » a nécessité l'accord d'Hitler ; en 1939, il n'y eut que douze reclassifications pour 2 100 candidatures.
Après l'Anschluss, son frère Paul part presque immédiatement pour l'Angleterre, puis pour les États-Unis. Les nazis ont découvert sa relation avec Hilde Schania, une fille de brasseur avec laquelle il avait eu deux enfants sans l'avoir épousée – bien qu'il l'ait fait plus tard. Parce qu'elle n'est pas juive, il reçoit une assignation pour « Rassenschande » (honte raciale), en raison de l'interdiction d'union entre une personne juive et une non juive alors en vigueur. Son départ est si soudain et discret qu'on a cru un temps qu'il était le quatrième frère Wittgenstein à s'être suicidé. Après la guerre, en raison d'un conflit d'argent, Paul coupe tout contact avec Ludwig et ses sœurs. Il ne rend pas visite à Hermine qui est mourante à Vienne lorsqu'il y donne un récital et il n'a plus aucun contact avec Ludwig et Gretl.

### Professeur de philosophie
En 1939, G. E. Moore démissionne et Wittgenstein, obtient la chaire de philosophie de Cambridge. Il est naturalisé sujet britannique peu de temps après, le 12 avril 1939.
Norman Malcolm, alors chargé de recherche à Cambridge, décrit ses premières impressions ainsi que le programme de conférences de Wittgenstein :

« Bien que Wittgenstein donnât lui-même le nom de cours à ses séances, je ne suis pas tout à fait sûr que ce fut le terme qui convenait. [...] Parfois cependant, comme il s'efforçait de poursuivre une idée et de la rendre plus claire, il interdisait, d'un mouvement de la main, toute autre question ou remarque. Il se produisait fréquemment des périodes de silence où Wittgenstein paraissait se parler à lui-même, tandis que l'assistance demeurait profondément attentive. Pendant ces périodes, Wittgenstein ne cessait de demeurer à la fois agité et tendu. Le visage austère aux traits mobiles, le regard concentré, les mains cherchant à saisir des objets imaginaires : on ne pouvait éviter d'être frappé du sérieux de cette attitude et de la tension intellectuelle qu'elle révélait. »

Après ses cours ou lors de périodes d'intenses réflexions philosophiques, Wittgenstein aime aller voir des westerns ou lire des romans policiers. Il les considère comme des « douches de l'esprit »,. Ce goût pour les récits populaires contraste avec ses préférences musicales, domaine où il considère toute musique postérieure à Brahms comme un symptôme de la décadence de la société.
À ce moment de sa vie, son point de vue sur les fondements des mathématiques a considérablement évolué. Plus tôt, il aurait considéré que la logique offrait un fondement solide. Il avait même envisagé de mettre à jour l'ouvrage de Russell et Whitehead, les Principia Mathematica. Désormais, il nie qu'il puisse y avoir un quelconque fait mathématique à découvrir ou que les énoncés mathématiques fussent vrais dans un sens réel. Les mathématiques expriment simplement le sens conventionnel de certains symboles. Il nie également que la contradiction puisse être fatale à un système mathématique. Il donne une série de conférences auxquelles Alan Turing assiste et qui sont le théâtre de débats vigoureux sur le sujet,.

## 1941-1947: Guy's Hospital
Pendant la Seconde Guerre mondiale, il quitte Cambridge et se porte volontaire pour servir dans un hôpital de Londres ainsi qu'au laboratoire de l’infirmerie royale Victoria. Il enseigne par intermittence à Cambridge jusqu’en 1949 puis, désireux de se consacrer à l'écriture, il démissionne « avec un soulagement manifeste ». N'aimant pas la vie intellectuelle de Cambridge, il encourage plusieurs de ses étudiants à poursuivre des carrières non académiques. Wittgenstein reste néanmoins en contact avec le philosophe finlandais Georg Henrik von Wright, qui lui succède au poste de professeur à l'université de Cambridge.

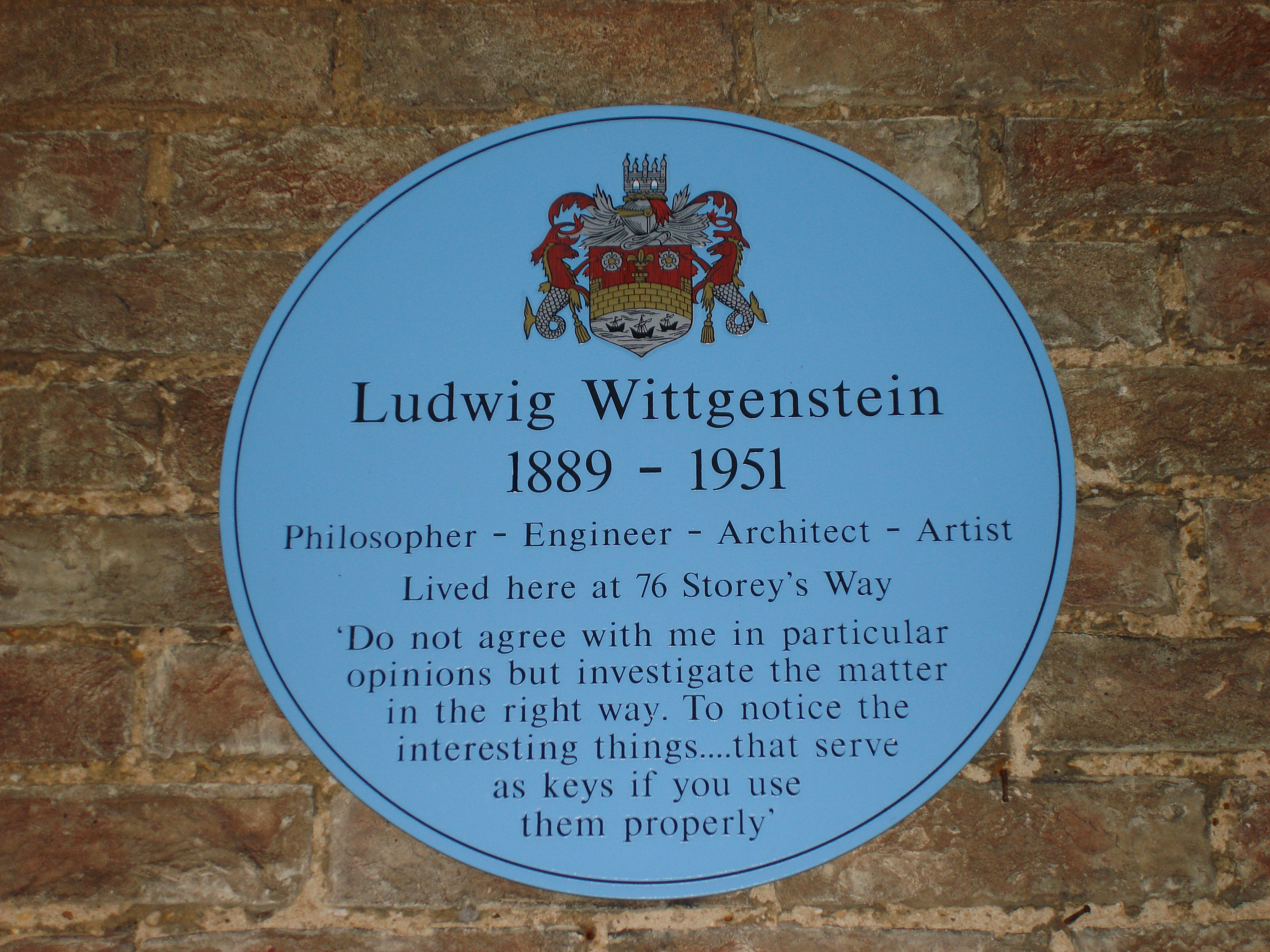
Philosophe, ingénieur, architecte, artiste.

En septembre 1941, il demande à John Ryle, frère du philosophe Gilbert Ryle, s'il peut obtenir un emploi manuel au Guy's Hospital de Londres – John Ryle est professeur de médecine à Cambridge et a participé à la préparation de l'hôpital Guy's contre la blitzkrieg. Il commence à travailler à l'hôpital en tant que dispenseur de médicaments aux salles de soins, où il conseille aux patients de ne pas les prendre.
Le personnel de l'hôpital n'est pas informé qu'il s'agit de l'un des philosophes les plus célèbres du monde, bien que certains membres du personnel médical l'aient reconnu et restent discrets. « Bon Dieu, ne dites à personne qui je suis ! » supplie Wittgenstein à l'un d'entre eux. Il écrit le 1er avril 1942 :

« Je n'ai plus le moindre espoir pour le reste de ma vie. C'est comme si je n'avais plus devant moi qu'une longue étendue de mort vivante. Je ne peux pas imaginer de futur pour moi autre qu'épouvantable. Sans amis et sans joie. ».

.

## 1947-1951: dernières années

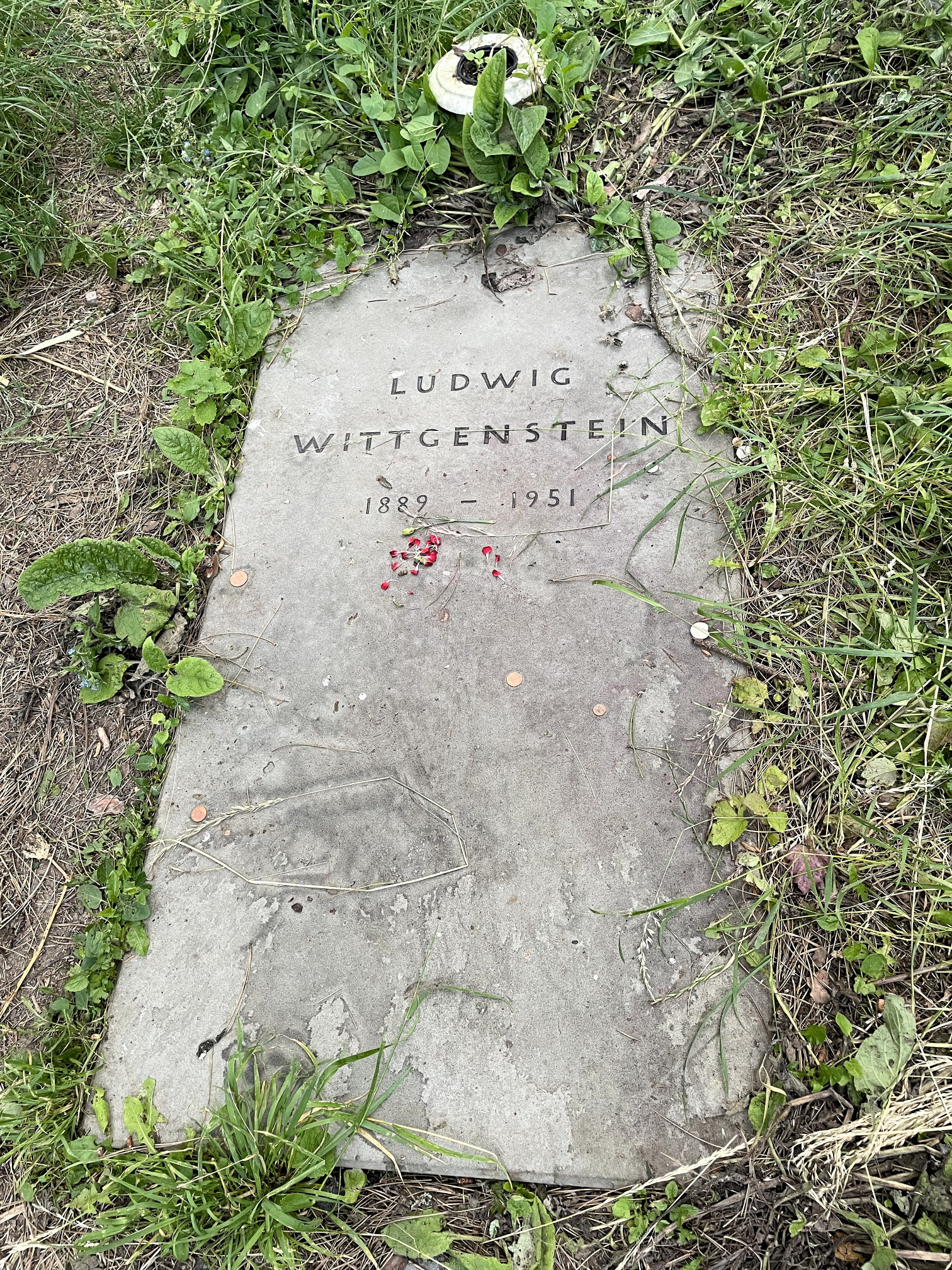
Tombe de Wittgenstein, à Cambridge.

Après sa démission de Cambridge, la majeure partie des travaux de Wittgenstein est écrite dans l'isolement de la campagne et notamment sur la côte ouest de l'Irlande. Il a écrit l'essentiel de ce qui sera publié après sa mort sous le titre Philosophische Untersuchungen, les Recherches philosophiques, quand en 1949 on lui diagnostique un cancer de la prostate. Cet ouvrage demeure la part la plus importante de son œuvre.
Il passe les deux dernières années de sa vie entre Vienne, Oxford et Cambridge tout en effectuant des voyages aux États-Unis et en Norvège. Son travail de l'époque est inspiré de ses conversations avec son ami et ancien étudiant Norman Malcolm pendant leurs longues vacances dans la maison de Malcolm aux États-Unis. Ils parlent du travail de Malcolm qui étudiait la réponse de G. E. Moore au scepticisme sur la question des objets de l'expérience sensible (objects of sense-experience). Ce travail est publié après la mort de Wittgenstein dans De la certitude.

### Mort
Wittgenstein meurt à Cambridge en avril 1951. Treize jours avant de mourir, il écrit à Malcolm qu'« il vient de m'arriver une chose extraordinaire. Depuis un mois je me suis soudainement trouvé en état de reprendre mes recherches et j'avais eu la certitude que cela ne pourrait jamais plus se produire à nouveau. » Ses dernières paroles rapportées furent les suivantes : « Dites-leur que cette vie a été pour moi merveilleuse. »